# 致允熙
是2019年上映的韓國愛情片，由獨立電影《聖誕快樂，毛先生》的導演任大炯執導，金喜愛、金素慧、成宥彬等人主演。影片講述在冬季的某天，女兒偶然看到一封寄給母親的信，因而一起踏上回憶與和解之旅。2019年該片被選為第24届釜山國際電影節閉幕影片，並於10月12日在釜山首映。

## 演員陣容

### 主要人物
- 金喜愛 飾演 允熙
- 金素慧 飾演 新春
- 成宥彬 飾演 景秀
- 中村優子（英语：Yūko Nakamura） 飾演 純
- 木野花 飾演 雅子

### 其他人物
- 瀧内公美 飾演 涼子
- 藥丸翔 飾演 竜介
- 金學善 飾演 勇浩
- 韓頌姬 飾演 營養師

### 友情出演
- 劉在明 飾演 仁鎬，允熙的前夫。

## 獎項與提名
| 年份 | 大獎                       | 獎項                      | 入圍者     | 結果 |
| ---- | -------------------------- | ------------------------- | ---------- | ---- |
| 2020 | 第56屆大鐘獎               | 最佳女主角                | 金喜愛     | 提名 |
| 2020 | 第25屆春史電影獎           | 最佳導演                  | 任大炯     | 提名 |
| 2020 | 第25屆春史電影獎           | 最佳劇本                  | 任大炯     | 提名 |
| 2020 | 第25屆春史電影獎           | 最佳女主角                | 金喜愛     | 提名 |
| 2020 | 第25屆春史電影獎           | 最佳女子新人獎            | 金素慧     | 提名 |
| 2020 | 第56屆百想藝術大獎         | 電影部門 劇本獎           | 任大炯     | 提名 |
| 2020 | 第56屆百想藝術大獎         | 電影部門 女子最優秀演技獎 | 金喜愛     | 提名 |
| 2020 | 第56屆百想藝術大獎         | 電影部門 女子新人演技獎   | 金素慧     | 提名 |
| 2020 | 第7屆野花電影獎            | 最佳製作人                | 朴斗熙     | 獲獎 |
| 2020 | 第18屆佛羅倫薩韓國電影節   | 影評人獎                  | 《致允熙》 | 獲獎 |
| 2020 | 第40屆韩国电影评论家协会奖 | 最佳導演                  | 任大炯     | 獲獎 |
| 2020 | 第40屆韩国电影评论家协会奖 | 最佳編劇                  | 任大炯     | 獲獎 |
| 2020 | 第40屆韩国电影评论家协会奖 | 最佳配樂                  | 金海媛     | 獲獎 |
| 2020 | 第40屆韩国电影评论家协会奖 | 十佳電影                  | 《致允熙》 | 獲獎 |
| 2020 | 第21屆釜山電影評論家協會獎 | 最佳新人女演員            | 金素慧     | 獲獎 |
| 2020 | 第7屆韓國電影製作人協會獎  | 最佳女主角                | 金喜愛     | 獲獎 |
| 2021 | 第41屆青龍電影獎           | 最佳電影                  | 《致允熙》 | 提名 |
| 2021 | 第41屆青龍電影獎           | 最佳導演                  | 任大炯     | 獲獎 |
| 2021 | 第41屆青龍電影獎           | 最佳女主角                | 金喜愛     | 提名 |
| 2021 | 第41屆青龍電影獎           | 最佳女子新人獎            | 金素慧     | 提名 |
| 2021 | 第41屆青龍電影獎           | 剪輯獎                    | 文明煥     | 提名 |
| 2021 | 第41屆青龍電影獎           | 劇本獎                    | 任大炯     | 獲獎 |
| 2021 | 第41屆青龍電影獎           | 音樂獎                    | 金海媛     | 提名 |
| 2021 | 第40屆黃金攝影獎           | 最佳新人女演員            | 金素慧     | 獲獎 |

## 外部連結
- NAVER上《致允熙》的資料
- Daum上《致允熙》的資料

- 韩国电影数据库（KMDb）上《致允熙》的資料
- 互联网电影数据库（IMDb）上《致允熙》的资料（英文）
- 豆瓣电影上《致允熙》的資料 （简体中文）